# Батарито перлистоголовий

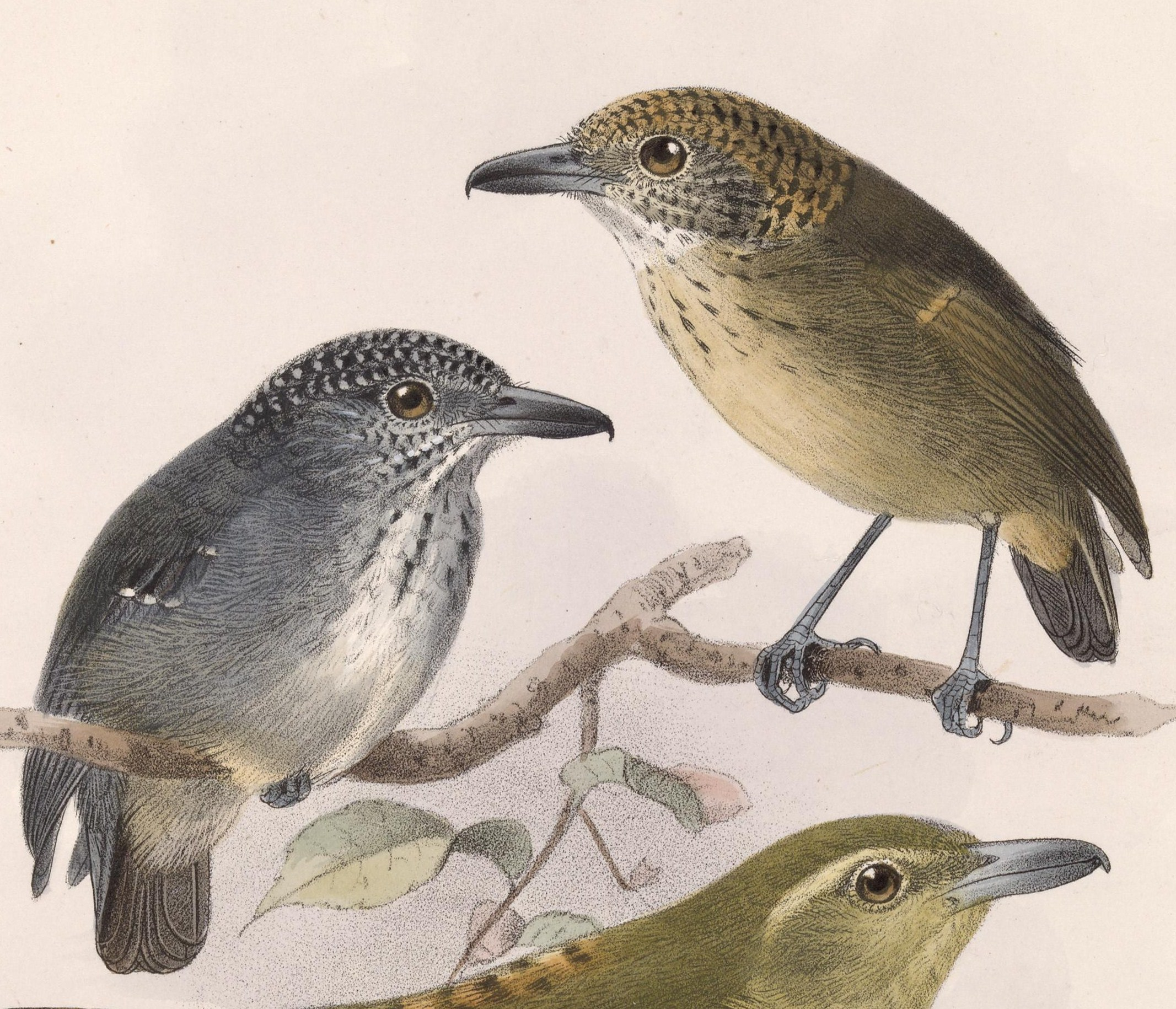
Пара перлистоголових батарито

Батари́то перлистоголовий (Dysithamnus puncticeps) — вид горобцеподібних птахів родини сорокушових (Thamnophilidae). Мешкає в Коста-Риці, Панамі, Колумбії та Еквадорі.

## Поширення і екологія
Перлистоголові батарито живуть в підліску вологих рівнинних тропічних лісів на висоті до 1000 м над рівнем моря.